# All Evil
All Evil es el primer demo de la banda de black metal noruega Satyricon.
El demo fue lanzado en el verano de 1992 y alrededor de 1000 copias fueron distribuidas en ambientes subterráneos de Europa, apareció sin título oficial, pero se le conoce como All Evil —por la primera pista del álbum— Fue realizado por sus propios integrantes, y las letras fueron escritas por Lemarchand y Satyr. Esta es la única versión musical en la que participan los fundadores de Satyricon, —Exhurtum y Wargod.—

## Lista de canciones
1. "All Evil" – (5:03)
2. "This Red Sky" – (1:45)
3. "Dreams of a Satyr" – (4:38)
4. "All Evil (kortere version)" – (:54)

## Miembros
- Exhurtum - batería
- Lemarchand - guitarra
- Satyr - voz
- Wargod - bajo